# Triptognathus tangerianus
Triptognathus tangerianus är en stekelart som först beskrevs av Maurice Pic 1902.  Triptognathus tangerianus ingår i släktet Triptognathus och familjen brokparasitsteklar. Inga underarter finns listade i Catalogue of Life.